# Film ohne Titel
Film ohne Titel ist ein 1947 entstandener Trümmerfilm des Regisseurs Rudolf Jugert. Kinostart des Nachkriegsfilms war am 24. Januar 1948. Der Film kann als romantische Nachkriegs-Satire eingestuft werden.
Darsteller sind Hans Söhnker, Hildegard Knef, Irene von Meyendorff, Willy Fritsch, Fritz Odemar und Peter Hamel.

## Handlung
In der ersten Nachkriegszeit soll ein Film entstehen. Regisseur, Autor und der Schauspieler Willy Fritsch diskutieren über Form und Thema. Das Filmteam möchte eigentlich eine Komödie drehen, aber kann man das so kurz nach dem Krieg? Ein Buch existiert noch nicht. Man streitet sich um die Inhalte des Films.
Zwei Bekannte des Autors, die Bauerntochter Christine Fleming und der Berliner Kunsthändler Martin Delius, besuchen das Filmteam. Nach ihrem Besuch erzählt der Autor seinen beiden Kollegen, wie sich die beiden kennengelernt haben [dies wird als Rückblende gezeigt].
Martin, der Kunsthändler, gewährt nach einem Bombenangriff einer Geschäftspartnerin und deren Hausmädchen Christine Unterschlupf. Vom ersten Moment an empfindet er Zuneigung für die Frau aus einfachen Verhältnissen und während eines weiteren nächtlichen Bombenangriffs kommen die zwei sich näher. Standesvorurteile in Martins Umgebung geben ihrer Liebe jedoch keine Chance, und so verlässt Christine das Haus.
Das Filmteam diskutiert, ob sich die Geschichte der beiden als Stoff für ihren Film eignen würde. Der Autor erzählt weiter.
Nach dem Krieg ist die Situation umgekehrt: Martin kommt als Besitzloser von der Front und sucht Unterkunft auf dem Hof von Christines Vater. Nun ist es bäuerlicher Stolz, der den verwahrlosten Veteranen abweist. Diesmal ist es Martin, der das Dorf seiner alten Liebe verlässt.
Ab diesem Punkt sind sich die Filmemacher uneinig, wie es weitergehen soll: Der Regisseur möchte ein anklagendes, tragisches Ende, der Schauspieler ein Happy End. Der Autor schließlich fragt Martin und Christine selbst, wie es weiterging …
[… und auch das wird als Rückblende dargestellt.]
Als endlich die ganze Geschichte erzählt und die Eignung für den Film besprochen ist, ist der Film vom Film zu Ende, vom
„Film ohne Titel“

## Produktionsnotizen
Der Film entstand im Atelier München-Geiselgasteig, die Außenaufnahmen stammen aus Dannenberg an der Elbe. Für die Bauten waren Robert Herlth, Gerhard Ladner und Max Seefelder zuständig. Die Uraufführung erfolgte am 23. Januar 1948 in Berlin-West. Als Austauschfilm West-Deutschland/Mittel-Deutschland hatte er am 14. Dezember 1948 in Berlin-Ost Premiere.

## Auszeichnungen
- Die FBL verlieh Film ohne Titel das Prädikat wertvoll.
- 1949 gab es einen Bambi für den „geschäftlich erfolgreichsten Film 1948“.
- Bei den Internationalen Filmfestspielen Locarno 1948 erhielt Hildegard Knef den Preis für die beste Schauspielerin.

## Rezeption
Das Filmmagazin Cinema beurteilt den Film als einen der „klügsten deutschen Nachkriegsfilme: Amüsant und visionär nimmt er Kinoklischees aufs Korn, die wenig später Deutschlands Leinwände beherrschen sollten“. Das Lexikon des internationalen Films lobt die elegante und pointenreiche Konzeption Helmut Käutners und die intelligente Inszenierung Jugerts.